# 16a etapa del Tour de França de 2009
La 16a etapa del Tour de França de 2009 es disputà el dimarts 21 de juliol sobre un recorregut de 160 quilòmetres entre Martigny (Suïssa) i Bourg-Saint-Maurice, França, tot passant per la Vall d'Aosta, Itàlia. La victòria fou pel basc Mikel Astarloza, que arribà en solitari a la meta.

## Recorregut de l'etapa
Segona etapa alpina d'aquesta edició del Tour de França i etapa molt internacional, amb pas per tres països. La sortida es fa a Martigny (Suïssa) per buscar ben ràpidament l'ascens al coll del Gran Sant Bernat (2.469 metres), de categoria especial, i punt culminant del Tour. Aquell coll marca la frontera entre Suïssa i la Vall d'Aosta, a Itàlia. Un llarg descens duu els ciclistes fins a Sarre, on hi ha el primer esprint intermedi del dia. A partir d'aquesta vila el recorregut torna a enfilar-se per anar a buscar el coll del Petit Sant Bernat, a 2.188 m i de primera categoria. Aquest coll marca la frontera entre la Vall d'Aosta (Itàlia), i la Tarentèsa, a la Savoia (França). Un llarg descens porta els ciclistes fins a Bourg-Saint-Maurice, punt final de l'etapa.

## Desenvolupament de l'etapa
Etapa curta i moguda, amb una nombrosa escapada, de més de 20 ciclistes, només de sortida. Entre els escapats hi havia Fabian Cancellara, Jens Voigt, Egoi Martínez, Franco Pellizotti, Sandy Casar, José Iván Gutiérrez, David Moncoutié i Vladímir Karpets. El nombrós grup es va anar trencant en l'ascensió al primer port de l'etapa, el coll del Gran Sant Bernat. Pellizotti i Karpets s'escaparen i en coronar el port tenien 2' 40" respecte al gran grup, però pel mig hi havis nombrosos ciclistes intercalats, alguns fruit de l'escapada inicial i d'altres fruit d'haver saltat del grup dels favorits. Aquest és el cas de Mikel Astarloza.
Durant el descens els caps de cursa augmentaren la diferència respecte al grup del líder, encapçalat en tot moment pels seus companys d'equip. A 60 km de l'arribada el duet capdavanter va ser agafat per un grup de 16. A l'inici del segon port aquest grup de 18 disposava de vora 4' respecte al gran grup.
Al davant els més fort eren Pellizotti, Astarloza i Van den Broek, que es quedaren sols al capdavant de l'etapa. Moinard se'ls afegiria més endavant. Els quatre coronaren el port amb poc més de 20" respecte a un grup de 4 perseguidors i 2' respecte al grup de Contador. En el descens els capdavanters veieren retallades les diferències, però quan semblava que serien agafats, Astarloza atacà a 2 km per a l'arribada i arribà en solitari a la meta, guanyant la seva primera etapa al Tour de França i tercera de l'equip, l'Euskaltel–Euskadi.
Pel darrere el grup de favorits s'havia anat reduint. Primer van ser Menxov i Evans els que perderen contacte amb Contador i més tard el mateix Armstrong. Amb tot, una exhibició del texà li permeté reintegrar-se amb el grup dels millors. Finalment tots els favorits arribaren a meta amb 59" perduts respecte al vencedor, sense que es produís cap canvi significatiu en les diferents classificacions.

## Esprints intermedis
- 1r esprint intermedi. Sarre (km 78,5)

| 1r | Franco Pellizotti | 6 pts |
| 2n | Vladímir Karpets  | 4 pts |
| 3r | Gorka Verdugo     | 2 pts |

- 2n esprint intermedi. Pré-Saint-Didier (km 106)

| 1r | Nicolas Roche   | 6 pts |
| 2n | Nicolas Vogondy | 4 pts |
| 3r | Gorka Verdugo   | 2 pts |

## Ports de muntanya

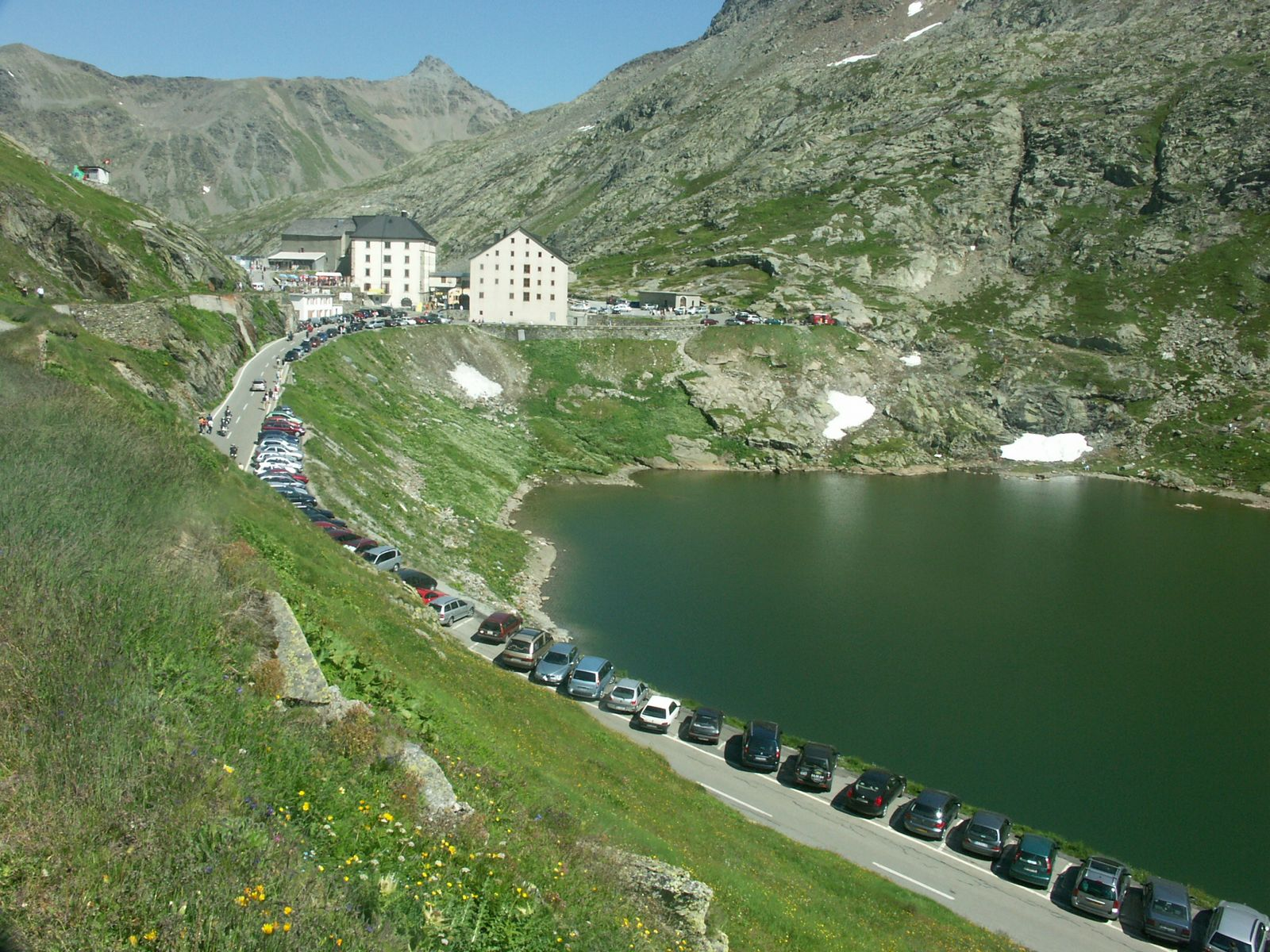
Coll del Gran Sant Bernat, amb l'Hospice du Grand-Saint-Bernard al fons

- 1. Coll del Gran Sant Bernat. 2.469m. Categoria especial (km 40,5) (24,4 km al 6,2%)

| 1r  | Franco Pellizotti | 20 pts |
| 2n  | Vladímir Karpets  | 18 pts |
| 3r  | Pierrick Fédrigo  | 16 pts |
| 4t  | Sandy Casar       | 14 pts |
| 5è  | Igor Antón        | 12 pts |
| 6è  | Jens Voigt        | 10 pts |
| 7è  | Mikel Astarloza   | 8 pts  |
| 8è  | Peter Velits      | 7 pts  |
| 9è  | Laurens Ten Dam   | 6 pts  |
| 10è | Stéphane Goubert  | 5 pts  |

- 2. Coll del Petit Sant Bernat. 2.188m. 1a categoria (km 128) (22,6 km al 5,1%)

| 1r | Franco Pellizotti          | 30 pts |
| 2n | Jurgen van den Broeck      | 26 pts |
| 3r | Mikel Astarloza            | 22 pts |
| 4t | Amael Moinard              | 18 pts |
| 5è | Pierrick Fédrigo           | 16 pts |
| 6è | Sandy Casar                | 14 pts |
| 7è | Stéphane Goubert           | 12 pts |
| 8è | José Ángel Gómez Marchante | 10 pts |

## Classificació de l'etapa
|    | Ciclista              | Equip                 | Temps      |
| -- | --------------------- | --------------------- | ---------- |
| 1  | Mikel Astarloza       | Euskaltel–Euskadi     | 4h 14' 20" |
| 2  | Sandy Casar           | FDJ                   | + 6"       |
| 3  | Pierrick Fédrigo      | Bbox Bouygues Telecom | m. t.      |
| 4  | Nicolas Roche         | AG2R La Mondiale      | m. t.      |
| 5  | Jurgen van den Broeck | Silence-Lotto         | m. t.      |
| 6  | Amael Moinard         | Cofidis               | m. t.      |
| 7  | Franco Pellizotti     | Liquigas              | + 11"      |
| 8  | Stéphane Goubert      | AG2R La Mondiale      | m. t.      |
| 9  | Christophe Moreau     | Agritubel             | + 59"      |
| 10 | Alberto Contador      | Team Astana           | m. t.      |

## Classificació general
|    | Ciclista              | Equip             | Temps       |
| -- | --------------------- | ----------------- | ----------- |
| 1  | Alberto Contador      | Team Astana       | 67h 33' 15" |
| 2  | Lance Armstrong       | Team Astana       | + 1' 37"    |
| 3  | Bradley Wiggins       | Garmin-Slipstream | + 1' 46"    |
| 4  | Andreas Klöden        | Team Astana       | + 2' 17"    |
| 5  | Andy Schleck          | Team Saxo Bank    | + 2' 26"    |
| 6  | Vincenzo Nibali       | Liquigas          | + 2' 51"    |
| 7  | Christophe Le Mével   | FDJ               | + 3' 09"    |
| 8  | Frank Schleck         | Team Saxo Bank    | + 3' 25"    |
| 9  | Carlos Sastre         | Cervélo TestTeam  | + 3' 52"    |
| 10 | Christian Vande Velde | Garmin-Slipstream | + 3' 59"    |

## Classificacions annexes

### Classificació per punts
| Classificació per punts | Total   |
| ----------------------- | ------- |
| Thor Hushovd            | 218 pts |
| Mark Cavendish          | 200 pts |
| José Joaquín Rojas      | 126 pts |

### Classificació de la muntanya
| Classificació de la muntanya | Total   |
| ---------------------------- | ------- |
| Franco Pellizotti            | 159 pts |
| Egoi Martínez                | 101 pts |
| Pierrick Fédrigo             | 97 pts  |

### Classificació del millor jove
| Classificació del millor jove | Temps       |
| ----------------------------- | ----------- |
| Andy Schleck                  | 67h 35' 41" |
| Vincenzo Nibali               | + 25"       |
| Roman Kreuziger               | + 2' 14"    |

### Classificació per equips
| Classificació per equips | Total       |
| ------------------------ | ----------- |
| Team Astana              | 201h 8' 46" |
| AG2R La Mondiale         | + 2' 32"    |
| Garmin-Slipstream        | + 5' 54"    |

### Combativitat
- Franco Pellizotti

## Abandonaments
- Jens Voigt. Abandonà per caiguda en el descens del Coll del Petit Sant Bernat.[2]